# Eustrotia loxosema
Eustrotia loxosema är en fjärilsart som beskrevs av George Thomas Bethune-Baker 1911. Eustrotia loxosema ingår i släktet Eustrotia och familjen nattflyn. Inga underarter finns listade i Catalogue of Life.